# Saská I K

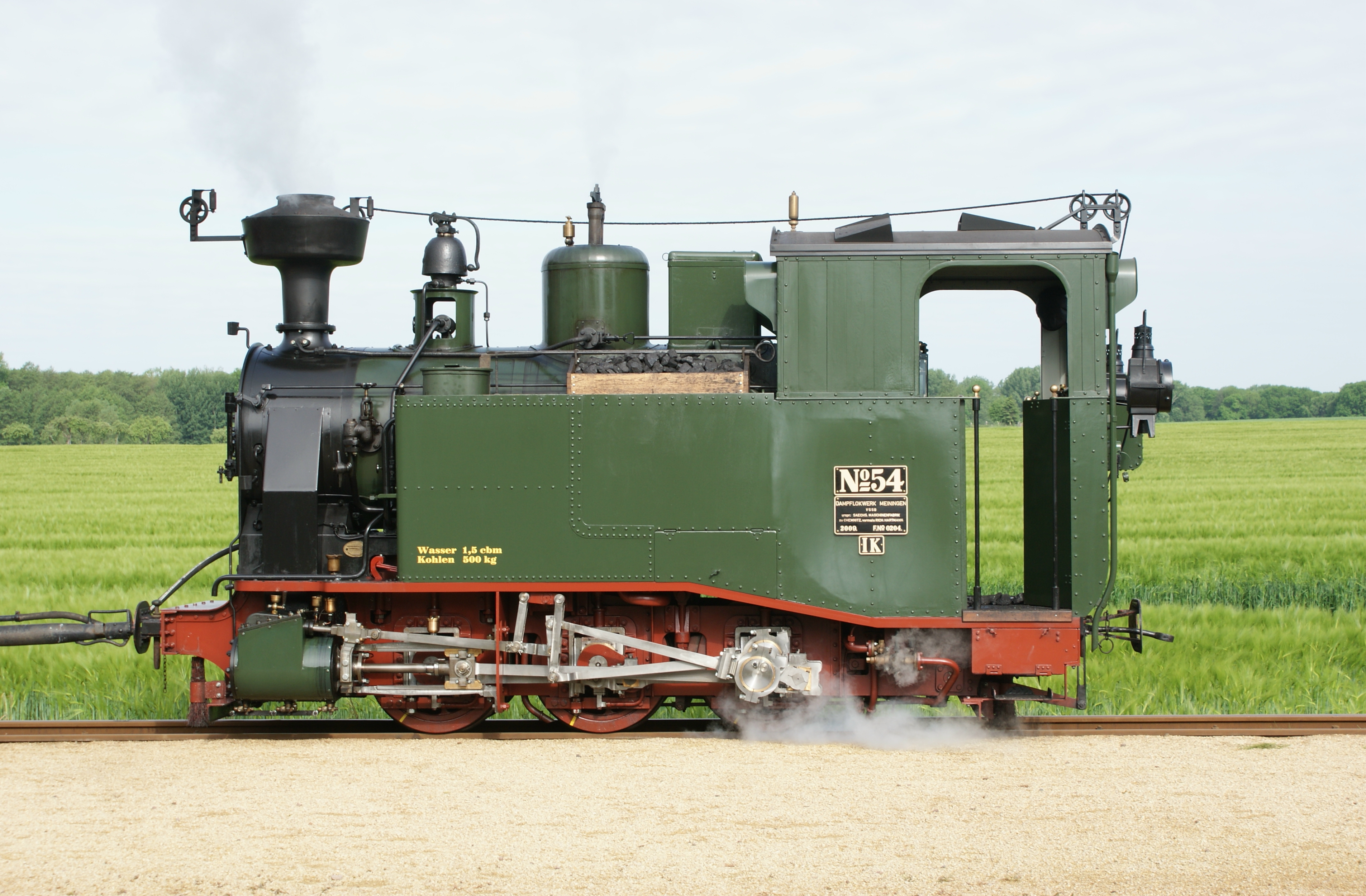
Replika lokomotivy I K

Saská I K (německy: Sächsische I K) je označení trojspřežních parních lokomotiv Královských saských drah o rozchodu 750 mm. 
V letech 1881 až 1892 vyrobila Sächsische Maschinenfabrik celkem 44 lokomotiv, žádná z nich se nezachovala. V roce 2008 byla v lokomotivních dílnách v Meiningenu vyrobena replika, která je nasazována na saských úzkorozchodných tratích.

## Historie
V roce 1880 rozhodl Saský zemský sněm o výstavbě úzkorozchodných železničních tratí Wilkau–Kirchberg a Hainsberg–Schmiedeberg. Pro první z uvedených tratí byly u Sächsische Maschinenfabrik objednány čtyři úzkorozchodné lokomotivy, které byly dodány mezi listopadem 1881 a lednem 1882.
Na konci dvacátých let dvacátého století byly v Německu poslední stroje řady I K vyřazeny z traťové služby, část z nich dále sloužila na vlečkách. V roce 1963 byla lokomotiva I K sloužící na vlečce železáren ve Schmiedelbergu nahrazena dieselovou lokomotivou a o rok později sešrotována.